# Анна Павловна
Анна Павловна е велика руска княгиня и кралица на Нидерландия.
Тя е дъщеря на руския император Павел I и императрица Мария Фьодоровна (принцеса София Доротея Вюртембергска), както и сестра на император Александър I и император Николай I.
На 21 февруари 1816 г. в Петербург тя се омъжва за принц Вилем Орански, който по-късно става крал на Нидерландия под името Вилхелм II Нидерландски. На 7 октомври 1840, след абдикацията на крал Вилем I и възкачването на съпруга ѝ на нидерландския престол, Анна става кралица на Нидерландия.

## Деца
- Вилхелм III Нидерландски (1817 – 1890)
- Вилхелм Александър (1818 – 1848)
- Хайнрих Нидерландски (1820 – 1879)
- Вилхелм Александър Фредерик Ернст Казимир (1822)
- София Нидерландска (1824 – 1897)